# The Musical Box

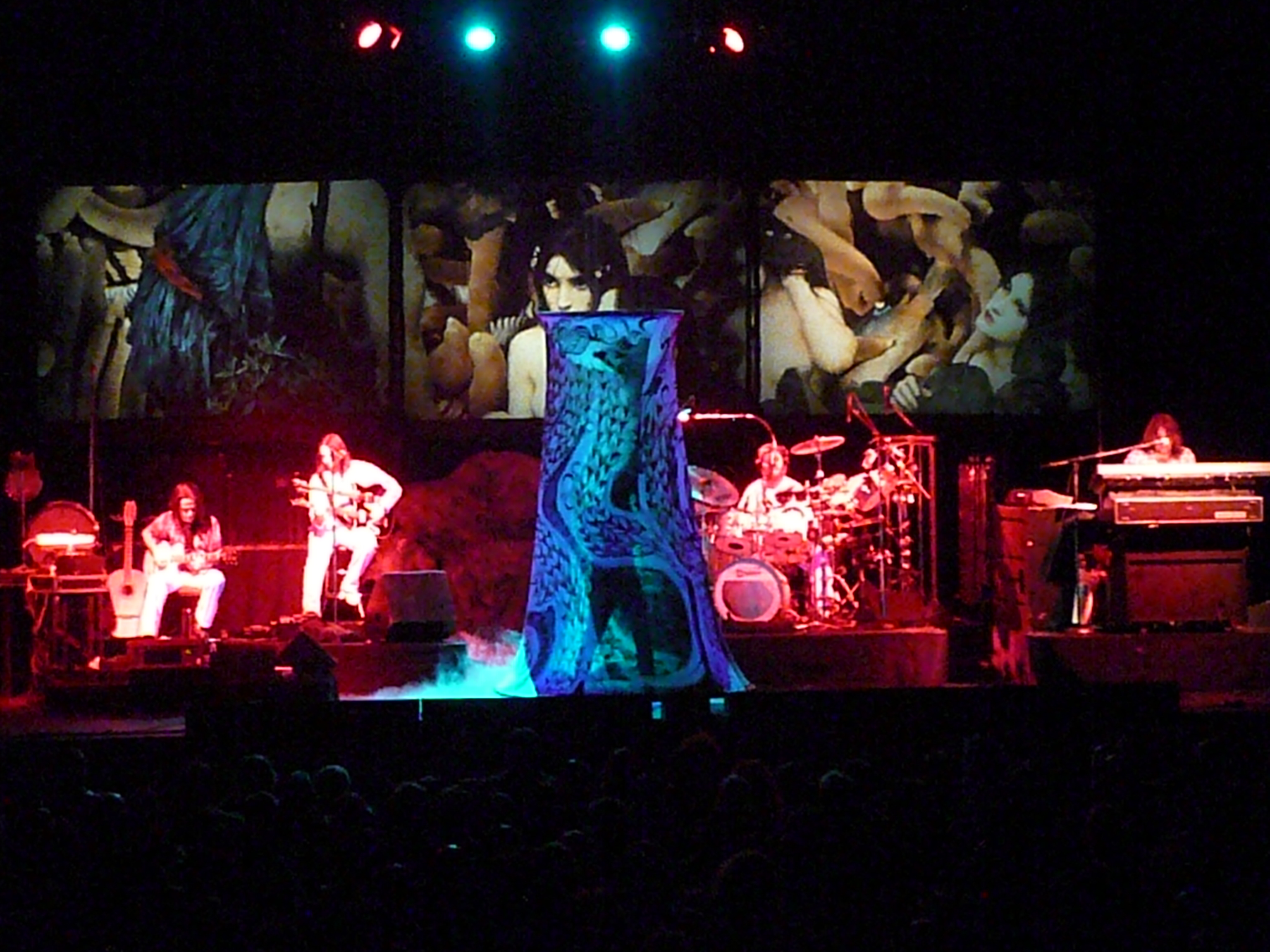
The Musical Box

The Musical Box ist eine kanadische Tribute-Band, die detailgetreu die Konzerte der Band Genesis zwischen 1972 und 1976 rekonstruiert und live aufführt. Sie ist die weltweit einzige Band, die dazu jemals eine offizielle Lizenz von Genesis und Peter Gabriel erhalten hat.

## Geschichte
Seit ihrem Start im Jahr 1993 haben sie die Konzerte zu Foxtrot (1972), Selling England by the Pound (1973) und The Lamb lies down on Broadway (1974) immer weiter perfektioniert. Dazu zählt die Beschaffung des gleichen Equipments und der gleichen Instrumente, die Genesis in den siebziger Jahren verwendeten (Mike Rutherford soll ihnen für „I Know What I Like“ seine Sitar geliehen haben), die exakten Nachbildungen von Sonderanfertigungen für die Bühnengestaltungen einschließlich der Kostüme Peter Gabriels, bis hin zu Kopien der originalen Dias, die während der Konzerte von Genesis zu sehen waren. Außerdem hat Tony Banks mit ihnen zusammen die Mehrspuraufnahmen durchgehört, damit sie einzelne Parts besser reproduzieren konnten.
Während Tony Banks bisher nur eine Filmaufnahme eines Konzerts gesehen hat, besuchten die übrigen vier Mitglieder von Genesis aus der Zeit von 1972 bis 1975 persönlich Konzerte von The Musical Box (TMB). So waren Mike Rutherford und Peter Gabriel bei Konzerten 2002 in England zugegen. Steve Hackett (2002 Royal Albert Hall) (29. Januar 2012 in Zürich) und Phil Collins (24. Februar 2005 in Genf) waren darüber hinaus jeweils bei einem Stück mit auf der Bühne und spielten ihren damaligen Gitarren- bzw. Schlagzeug-Part.
The Musical Box führt seit 2002 regelmäßig Europatourneen durch, die sie nach Großbritannien, Deutschland, Niederlande, Belgien, Frankreich, Spanien, Portugal, Schweiz, Italien und Skandinavien führen. So wurden 2005 und 2006 die „The Lamb Lies Down On Broadway – Tour“ und 2002 bis 2004 und 2007 die „Foxtrot/Selling England By The Pound – Tour“ aufgeführt. Ende 2007 präsentierte TMB die von Genesis 1974 nur in Nordamerika durchgeführte „Black-Show“, die die „Selling England By The Pound – Show“ mit einem anderen Bühnenaufbau und anderen Kostümen vorwiegend in Schwarz zeigte. Welchen hohen und auch seltenen Stellenwert TMB als Coverband besitzt, beweisen die Auftrittsorte in bekannten Konzertsälen wie die Royal Albert Hall in London oder die Jahrhunderthalle in Frankfurt am Main, die wie die meisten anderen Hallen mit tausenden Besuchern gut gefüllt und oftmals ausverkauft waren. In Deutschland gehört neben der Frankfurter Jahrhunderthalle das Theater am Marientor in Duisburg zu den beliebtesten Veranstaltungsorten von TMB.
Im Herbst 2008 fand die Aufführung der A Trick of the Tail – Tour von 1976 statt, bei der Phil Collins erstmals als Leadsänger auftrat. Nach dem Ausstieg von Denis Gagné (alias Peter Gabriel) wurde die Rolle des Phil Collins zunächst von Ron Belgard übernommen. Allerdings verließ dieser im September 2008 überraschend die Band und Denis Gagné stieg kurzfristig wieder als Sänger ein. Da Gagné kein Schlagzeug spielt, wurde zusätzlich Marc Laflamme als Schlagzeuger engagiert.
Zu Beginn des Jahres 2012 ging The Musical Box in Europa auf Tour. Die „Lamb lies down on Broadway“-Tournee begann am 26. Januar in Rom und endete am 10. März in Lissabon bzw. am 13. März in London.
2018 änderte die Band erstmals ihr bisheriges Konzept. Es wurde nun keine Genesis-Tour aus den 1970ern originalgetreu dargeboten, stattdessen präsentierte die Gruppe mit der „Extravaganza“-Tour eine Art Retrospektive des Schaffens von Genesis aus den Jahren der Progressive-Phase von 1970 bis 1977. Dabei wurden vor allem Titel gespielt, die seinerzeit von Genesis nicht oder nur selten aufgeführt worden waren. Mit zwei neuen Musikern (s. u. Bandmitglieder) präsentieren The Musical Box die Extravaganza-Tour bis 2019 auf einer ausgedehnten Europa- und Nordamerikatour.

## Tourneen
- 2003: Selling England by the Pound (Genesis-Originaltour 1973/74)
- 2004: Selling England ... (wie 2003) und Foxtrot (Genesis-Originaltour 1972)
- 2005: The lamb lies down on Broadway (Genesis-Originaltour 1974/75)
- 2006: The lamb ... (wie 2005)
- 2007: Selling England ... (wie 2003/2004)
- 2008: A Trick of the Tail (Genesis-Originaltour 1976)
- 2009: A Trick … (wie 2008)
- 2012: The lamb … (wie 2005/2006)
- 2014: Selling England … (wie 2003/2004/2007)
- 2017: Selling England … (wie 2003/2004/2007/2014)
- 2018: Extravaganza
- 2019: Extravaganza Vol.2
- 2022: The lamb ... (wie 2005/2006/2012)
- 2024: Selling England by the Pound 50th Anniversary Tour

## Bandmitglieder
- Denis Gagné („Peter Gabriel“, „Phil Collins“): Gesang
- Marc Laflamme („Phil Collins“): Schlagzeug, Percussion, Gesang
- François Gagnon („Steve Hackett“): Elektrische, akustische und 12-Saiten-Gitarre
- Sébastien Lamothe („Mike Rutherford“): Bass, Bass Pedale, 12-Saiten-Gitarre, Gesang
- Ian Benhamou („Tony Banks“): Tasten, 12-Saiten-Gitarre, Gesang

## Ehemalige Bandmitglieder
- Gregg Bendian („Bill Bruford“): Schlagzeug
- Francois Richard als „Tony Banks“
- Guillaume Courteau als „Phil Collins“
- Denis Champoux als „Steve Hackett“
- Éric Savard als „Tony Banks“
- Martin Levac als „Phil Collins“
- David Myers als „Tony Banks“
- Bob St. Laurent als „Phil Collins“
- Michel Cloutier als „Tony Banks“